# ながの東急百貨店
株式会社ながの東急百貨店（ながのとうきゅうひゃっかてん、英: NAGANO TOKYU DEPARTMENT STORE CO., LTD.）は、長野県長野市南千歳にある日本の百貨店。東急の子会社。長野県で最大の百貨店である。

## 概要

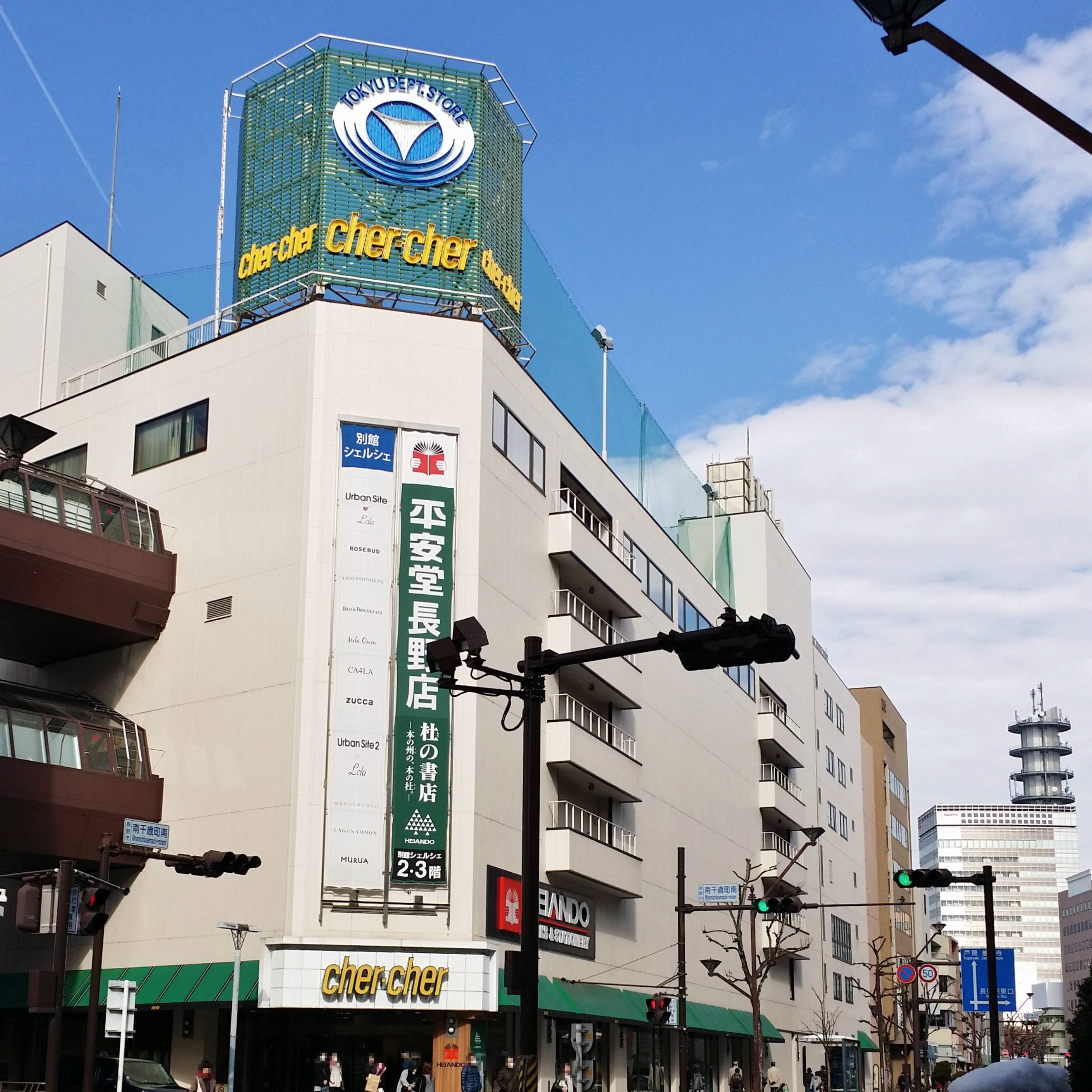
別館cher-cher（シェルシェ）

東日本旅客鉄道（JR東日本）・長野電鉄長野駅前に店舗があり、長野市唯一の百貨店である。
商圏は長野市を中心として県内東部・北部や新潟県上越地方に拡がっており、かつては上越市にも小型店舗（ギフトショップ）を配置していた。
本館正面入口脇のプレイガイド・宝くじチャンスセンターは、長野県内での宝くじ高額当せん者を多く輩出していることで知られている。
別館（新館）「cher-cher（シェルシェ）」（1986年オープン）はブランド、キャラクターズショップや雑貨売り場など、地方都市としては数少ない都市型店舗として多くの顧客を吸引している。
かつては、姉妹店として、小型店舗「ながの東急ライフ」（1990年オープン、2025年閉店）を長野電鉄信濃吉田駅・しなの鉄道北長野駅前に有していた。

## 歴史
1958年（昭和33年）11月10日に地場資本の丸善銀座屋として創業。店舗は長野銀座のみずほ銀行長野支店がある位置に建っていた。斜め向かいには同じ地場資本の同業の長野丸光（後に長野そごうへの商号変更を経て閉店、跡地は「TOiGO SBC」となった）があり、激しい競争を行ったが、集客･売上共に完全に負けていた。
その為、東急グループの総帥五島昇（父の五島慶太が長野県出身である）に提携をするよう申し入れ、東急百貨店調査課長三浦守（後の東急百貨店社長）が調査に行ったが、エレベーターすらない店舗に驚いて提携を断るよう進言したところ、五島が「場所を探してでもいいから応援してやってくれ」と指示したため、店舗の移転を含めたてこ入れを検討し、正式な業務提携前であったが、「これからは駅前が中心になる」との三浦の判断で長野駅前にあった小諸倉庫跡を取得し、1966年（昭和41年）1月から総工費約14億円をかけて地上7階地下1階延べ床面積14,400m2の新店舗を建設した。
そして同年11月26日に従来の店舗を閉店して長野駅前へ移転し、売場面積も従来の約3倍の6,604m2に広げ、東横の指導を受けて「のれん街」や洋酒、米国の一流婦人服などの売場も設けて、売上も移転前の8億円から3倍の24億円に伸ばそうという強気の再建策を採った。
旧店舗を大成建設に売却したものの新店舗の建設費が14億円とかさんだため、移転直後の1967年（昭和42年）度には銀行からの借入額が18億円と、年商の12.5億円を大きく上回る厳しい財務状況に陥っていたが、東急との提携や三浦の読みどおり長野駅前に繁華街が移動したことなどもあって、移転後7年連続20パーセント以上という急激な売り上げ向上を実現し、1973年（昭和48年）には長野県でトップの売上を誇る百貨店に成長して再建に成功した。
この間の店舗移転直後の1966年（昭和41年）12月に正式に株式会社東横（現:東急百貨店）と資本･業務提携をして東急グループの一員となり、1970年（昭和45年）にはながの東急百貨店へと商号を変更し、東急グループのマークを使用するようになった（CIは東急百貨店がいわゆる"Qマーク"に変更後も東急グループ共通のものを使用しているが、順次切り替えている）。

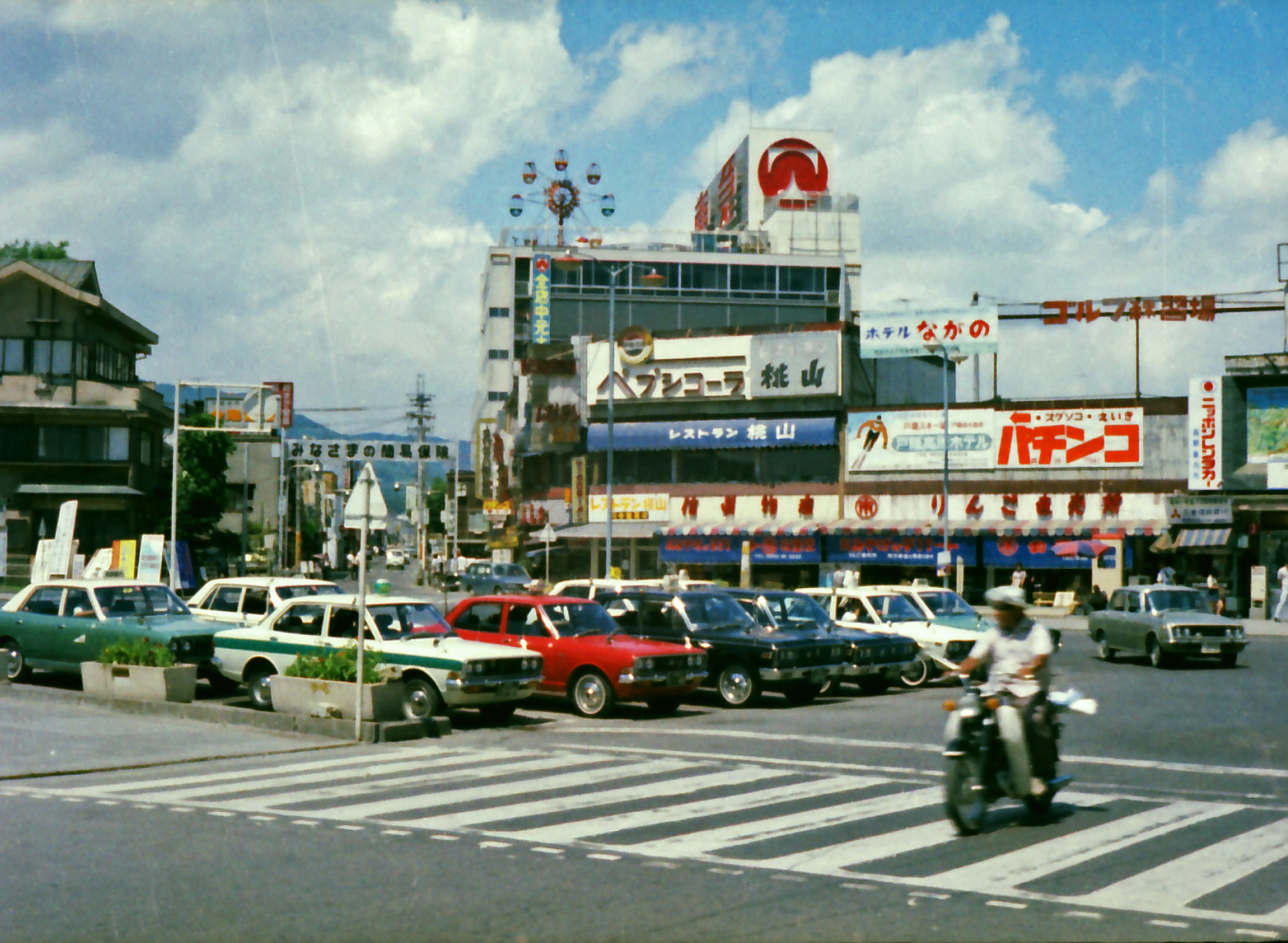
1971年

その後1975年（昭和50年）11月に長野店を売場面積10,429m2へ大幅に増床したのを皮切りに、1983年（昭和58年）11月に小諸市でのこもろ東急百貨店（小諸店）開店、1986年（昭和61年）11月に長野店本館増床と別館「cher-cher（シェルシェ）」開業による売場面積16,875m2への拡張、1990年（平成2年）11月のながの東急ライフ開店、1997年（平成9年）9月26日に岡谷市でのおかや東急百貨店開店と拡大路線を歩んだ。
しかし、バブル崩壊後の東急グループの再建策の一環として不採算店だったこもろ東急百貨店（小諸店）とおかや東急百貨店を2002年（平成14年）4月30日に閉店し、1990年代初めから業務提携して支援を行なっていた新潟県三条市の「まるよし」（本店の一部を百貨店業態としていた）との提携も解消したため、百貨店事業は本店である長野店1店体制に戻った（まるよしは会社更生法の適用を受け閉店している）。
また、このかつてINC長野ケーブルテレビなど商圏内のケーブルテレビに「チャンネルTOKYU」（チャンネルとうきゅう）と称するチャンネルを運営、原則30分1サイクル・週1回更新の宣伝番組を制作・放映していたこともあった（長野ケーブルテレビでのアナログTVサービスのチャンネル番号は「19」であった）が、現在は放映を終了している。

## かつて存在した店舗

### こもろ東急百貨店
JR小諸駅前にあった1973年（昭和48年）開業の小諸ファッションデパートがテナントの退去で経営不振に陥った為、その後継として1983年（昭和58年）11月にこもろ東急百貨店（小諸店）として開業。
ピークには年商40億円を超えたが、北陸新幹線の一部先行開通や、上信越自動車道の開通に伴って佐久平駅周辺に買い物客が流れて小諸駅前が衰退した影響で売上が約半分の20億円程度まで落ち込んだ為、東急グループの不採算店閉鎖の一環として2002年（平成14年）4月30日に閉店した。
跡地は栃木県で高齢者福祉施設を運営していたTBCシルバーサービスが引継ぎ、2003年（平成15年）11月に介護付有料老人ホームやリハビリ施設などからなる老人福祉施設あすか小諸としてオープンした。

### おかや東急百貨店
岡谷市の要請に応じて、JR岡谷駅前の中央町A地区第一種市街地再開発事業で建設された現在のイルフプラザの保留床を取得して、1997年（平成9年）9月26日におかや東急百貨店として開業。
地元の諏訪大社の御柱祭にも積極的に参加するなど地域密着の営業方針を掲げ、年商45億円を目指したが、商圏規模の小ささや郊外型店との競合などの影響で年商32-33億円と伸び悩み、年4億円程度の赤字が2･3年続いて累積赤字が約15億円に膨らんでいた為、東急グループの不採算店閉鎖の一環として2002年（平成14年）4月30日に閉店した。
店舗跡の土地と建物は2002年（平成14年）11月に岡谷市に約1億円で売却され、商業施設を1-2階のみに縮小して地元の衣料品店だった2002年（平成14年）6月にカネジョウが核店舗として入居し、3階以上は市の生涯学習活動センターや子育て支援施設などが入る複合施設イルフプラザとして2003年（平成15年）3月に全館開業した。
しかし、市の所有となったことで周辺賃料の半額となっているが、開業直後から売上は月1-2階合計で1.3億円と採算スレスレの厳しい状況が続き、2010年（平成22年）の6月と8月に後継の核店舗だったカネジョウが合計で売場面積の12%(316.68m2)を市に返却して縮小し、その後1年近く一部のフロアが入居しなかった為、2011年（平成23年）6月からはチャレンジショップ事業の一つとして年内の家賃を無料にして募集する状況となっている。

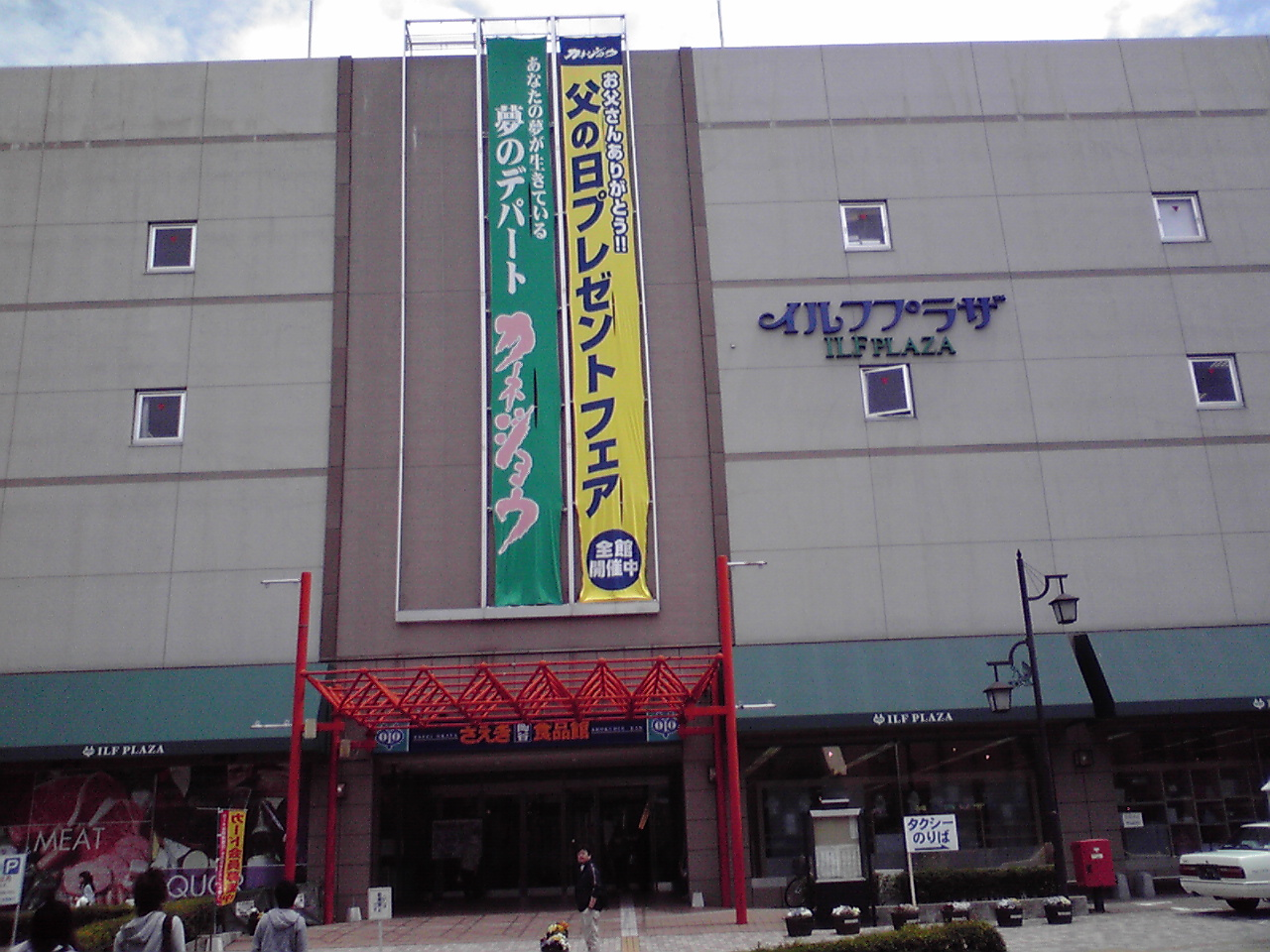
イルフプラザ（おかや東急跡）

### 更埴サテライトショップ
- 所在地 - 長野県千曲市大字桜堂字桜田488-18 サンプラザビル 1階
- 営業時間10:00 - 18:30

### 中野サテライトショップ
- 所在地 - 長野県中野市西1-3-1
- 営業時間10:00 - 18:30

### 株式会社北長野ショッピングセンター

#### ながの東急ライフ
- 所在地 - 長野県長野市吉田三丁目22番1号
- 営業時間10:00 - 19:30
  - 3階 - スポーツクラブ FIT365[注 1] 24時間営業
  - 2階 - ダイニング和 11:00 - 21:30（オーダーストップ21:00）
  - 1階 - モスバーガー 8:00 - 21:00
- フロア案内[広報 7]
  - 屋上 - 駐車場
  - 5階 - 駐車場
  - 4階 - 駐車場
  - 3階 - スポーツクラブ
  - 2階 - ファッション、インテリア、寝具
  - 1階 - 食料品、洋品雑貨

## 沿革
- 1958年（昭和33年）11月10日 - 長野県長野市に株式会社丸善銀座屋として[2][広報 2]。
- 1961年（昭和36年）2月 - 株式会社ながの丸善に商号変更[2][広報 2]。
- 1966年（昭和41年）
  - 11月26日 - 長野駅前に店舗を移転[3]（売場面積 6,604m2[広報 2]）。
  - 12月 - 株式会社東横（後の株式会社東急百貨店）と業務提携[2][広報 2]。
- 1970年（昭和45年）9月 - 株式会社ながの東急百貨店に商号を変更[2][広報 2]。
- 1975年（昭和50年）11月 - 長野店増床リニューアル（売場面積は10,429m2となる）[広報 2]。
- 1983年（昭和58年）
  - 11月 - 長野県小諸市に小諸店開店（売場面積 4,562m2）[広報 2]。
  - 11月 - 長野県中野市に長野店外商部・中野出張所を開設[広報 2]。
- 1986年（昭和61年）
  - 4月 - 長野県更埴市に、長野店外商部・更埴出張所を開設[広報 2]。
  - 11月 - 長野店に新館シェルシェを開設、本館増床リニューアル（売場面積は2館で16,875m2となる）[広報 2]
- 1988年（昭和63年）11月 - 長野県上田市に、小諸店外商課・うえだ東急ギフトサロンを開設[広報 2]。
- 1990年（平成2年）
  - 5月 - 株式会社ながの東急ライフ設立[広報 2]。
  - 11月 - ながの東急ライフ開店（株式会社ながの東急ライフ）[広報 2]。
- 1991年（平成3年）
  - 8月 - 株式を店頭公開（後のジャスダック）[広報 1]。
  - 11月 - 長野県松本市に、長野店外商部・松本サテライトショップを開設、各地出張所をサテライトショップに改称。
- 1996年（平成8年）9月 - 株式会社おかや東急百貨店設立[広報 2]。
- 1997年（平成9年）
  - 9月26日 - おかや東急百貨店が開店（株式会社おかや東急百貨店）[9]。
  - 11月 - うえだ東急ギフトサロンを上田東急イン内に移転し、ショッピングプラザ109上田に改称[広報 2]。
- 1999年（平成11年）12月 - 株式会社北長野ショッピングセンター設立。
- 2000年（平成12年）1月 - ながの東急ライフを株式会社北長野ショッピングセンターに移管。株式会社ながの東急ライフは解散[広報 2]。
- 2002年（平成14年）
  - 4月30日 - 小諸店閉店。
  - 4月30日 - おかや東急百貨店閉店[11]。
- 2004年（平成16年）12月 - ジャスダックへ株式上場[広報 2]。
- 2005年（平成17年）11月 - 新館シェルシェを増床（売場面積は2館で19,381m2となる）[広報 2]。
- 2008年（平成20年）9月 - ショッピングプラザ109上田を上田サテライトショップに改称[広報 2]。
- 2016年（平成28年）
  - 4月30日 - 更埴サテライトショップ閉店[17]。
  - 5月 - 中野サテライトショップ閉店。
- 2021年（令和3年）
  - 5月28日 - 上場廃止[18]。東急百貨店が東急へ保有全株式を譲渡[19]。
  - 6月1日 - 株式交換により、東急の完全子会社となる[20]。
- 2025年（令和7年）
  - 3月31日 - ながの東急ライフを閉店[21][22]。

## フロア案内
特記なき場合は公式ウェブサイト内フロアガイドによる。
| 階      | 本館                 | 別館シェルシェ                       |
| ------- | -------------------- | ------------------------------------ |
| 屋上    | 屋上広場             | 砂入人工芝テニスコート               |
| 7階     | レストラン街         |                                      |
| 6階     | 子供服               |                                      |
| 5階     | 家庭用品、催し物会場 | 多目的ホール                         |
| 4階     | 紳士服               | 美術、宝飾、時計、眼鏡、補聴器、呉服 |
| 3階     | 婦人服               | 平安堂                               |
| 2階     | 婦人服               | 平安堂、カルチャー教室               |
| 1階     | 服飾雑貨             | アーバンファッション街区             |
| 地下1階 | 食料品               |                                      |

補足
- JRおよび長野電鉄長野駅や駅ビル「MIDORI」とは地下で接続している。
- 3階と5階には本館と新館を行き来ができる連絡通路が設けられている。
- 駐車場としては店舗西側の第一駐車場、東側の長電パーキング、長野市営南千歳駐車場、長野駅東口駐車場、北のTOiGOパーキングが案内されている。商品購入額に応じた駐車料金の割り引きも行われる。
- 東急グループではあるものの、TOKYUPOINTは付与対象外であり、クレジットカードもTOKYUCARDではなく、natoQカード（発行元セディナ）という独自のカードを発行している。ながの東急百貨店、ながの東急ライフ、他サテライト店以外ではポイントなどは付与されない。
- 現金決済でのTOKYUPOINTは付与対象外である代わりに、地域型ポイントサービスであるブルーカードの加盟店である。本館4Fにある友の会・お客様サービスカウンターでブルーカードの新規発行が可能。また、テナントの平安堂も同加盟店であり、ブルーカードの新規発行が可能である。

## 店舗一覧

### 株式会社ながの東急百貨店

#### ながの東急百貨店
- 本館・別館（長野県長野市南千歳1-1-1）

#### サテライトショップ
- 上田サテライトショップ（長野県上田市天神4-24-1 上田東急イン 1階）
  - 営業時間10:00 - 18:30
- 松本サテライトショップ（長野県松本市中央1-18-1 Mウィング南館 1階）
  - 営業時間10:00 - 18:30

## ギャラリー

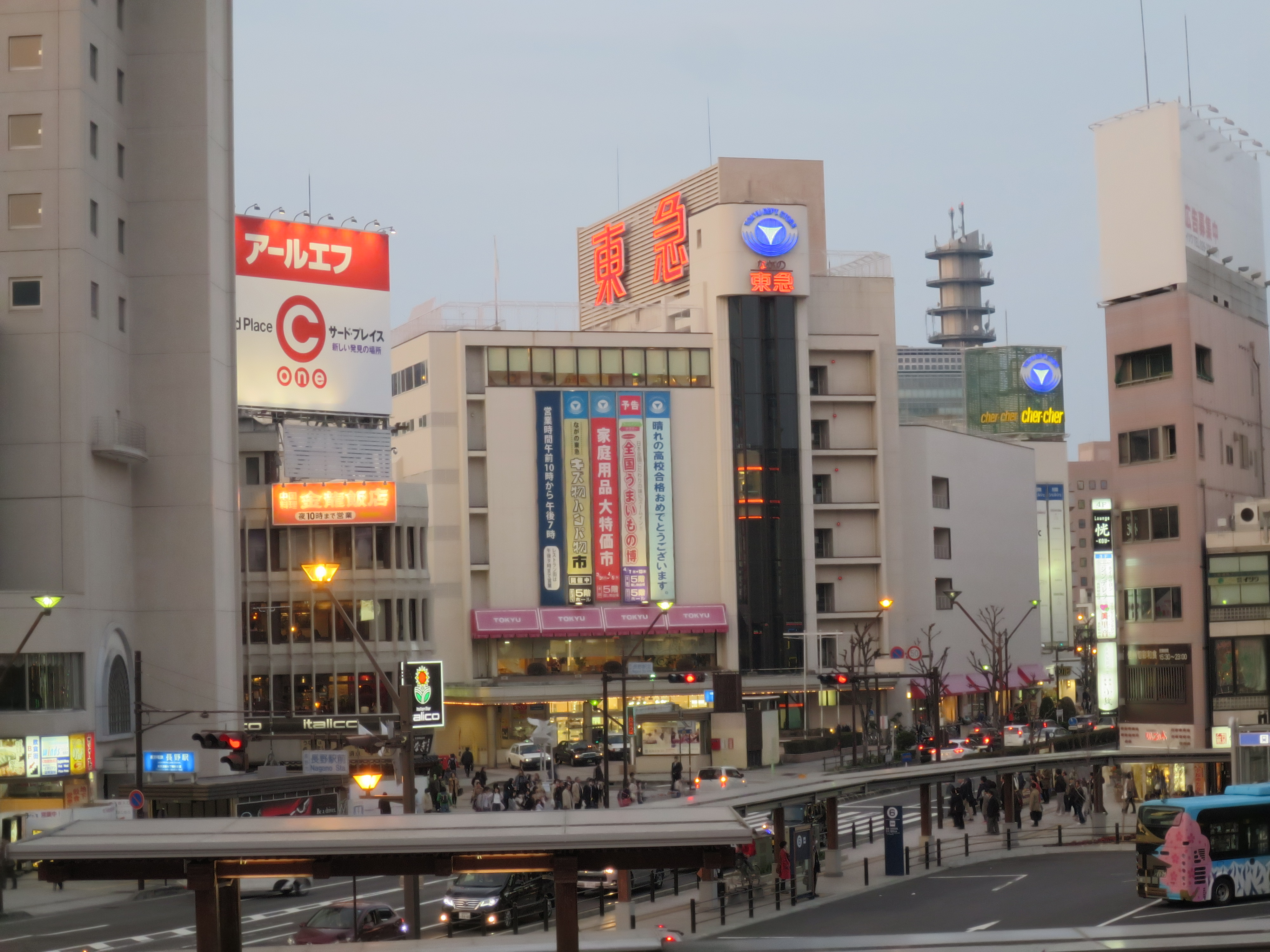
長野駅より望む（2016年4月）
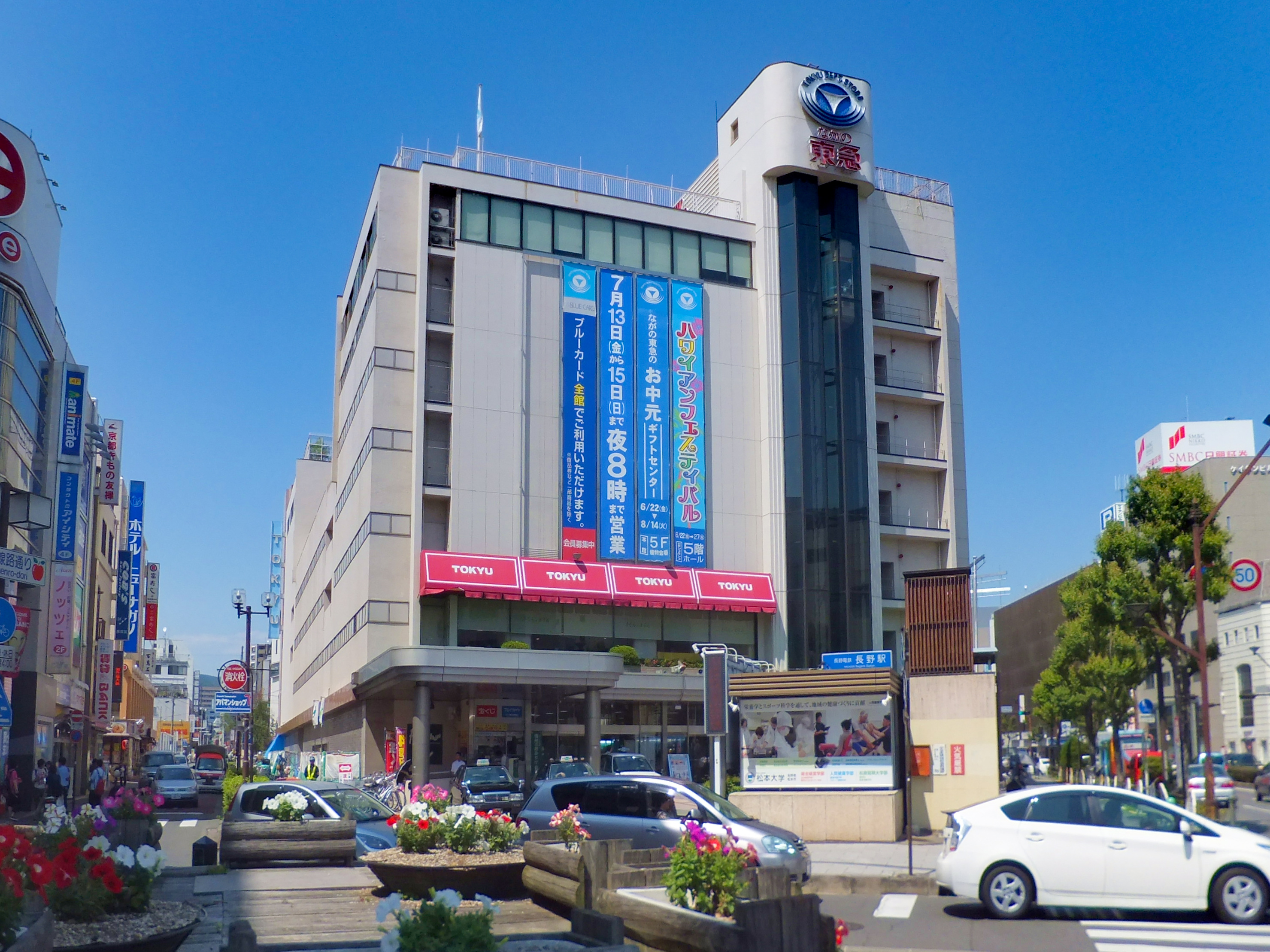
2012年当時の長野店
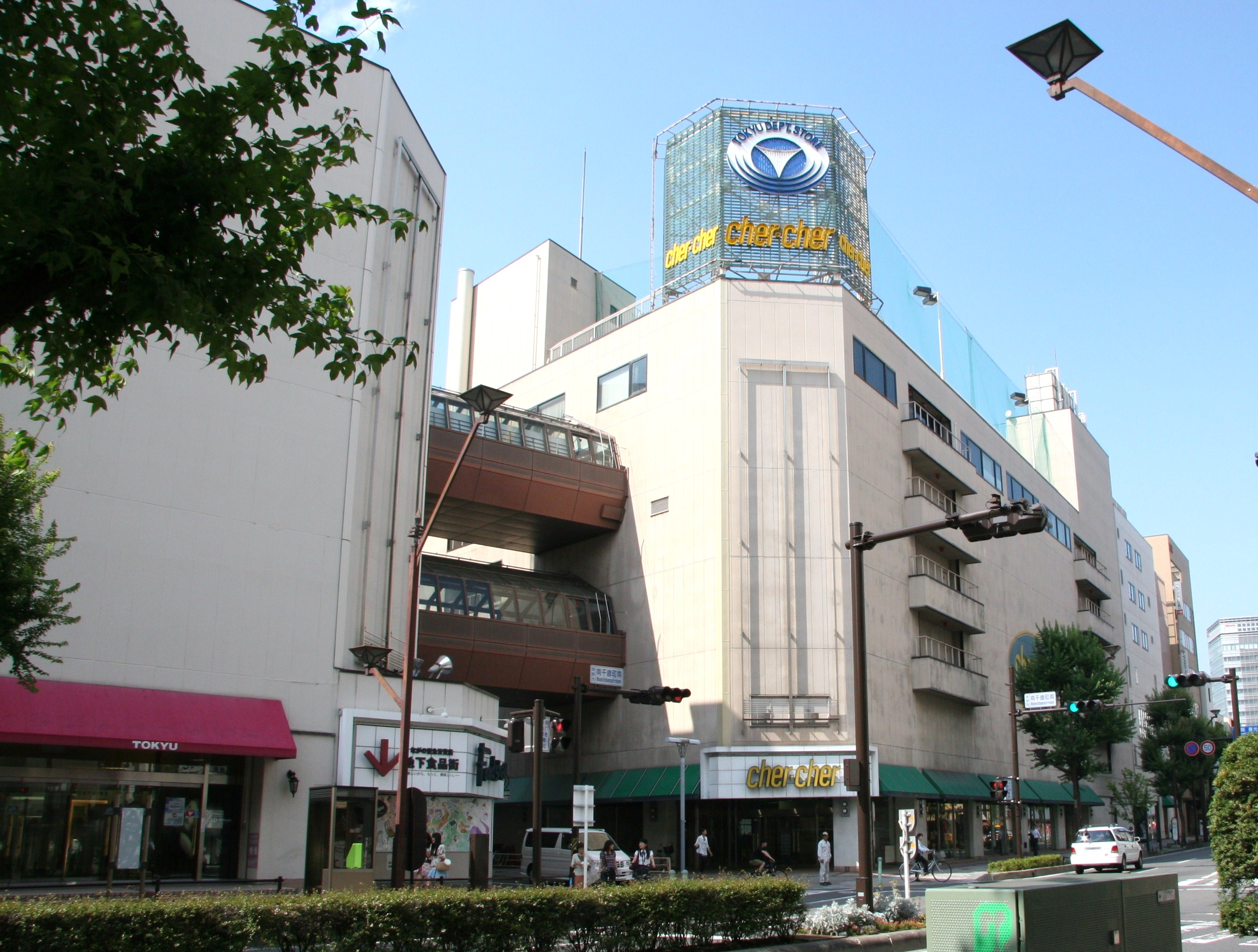
2011年当時のシェルシェ
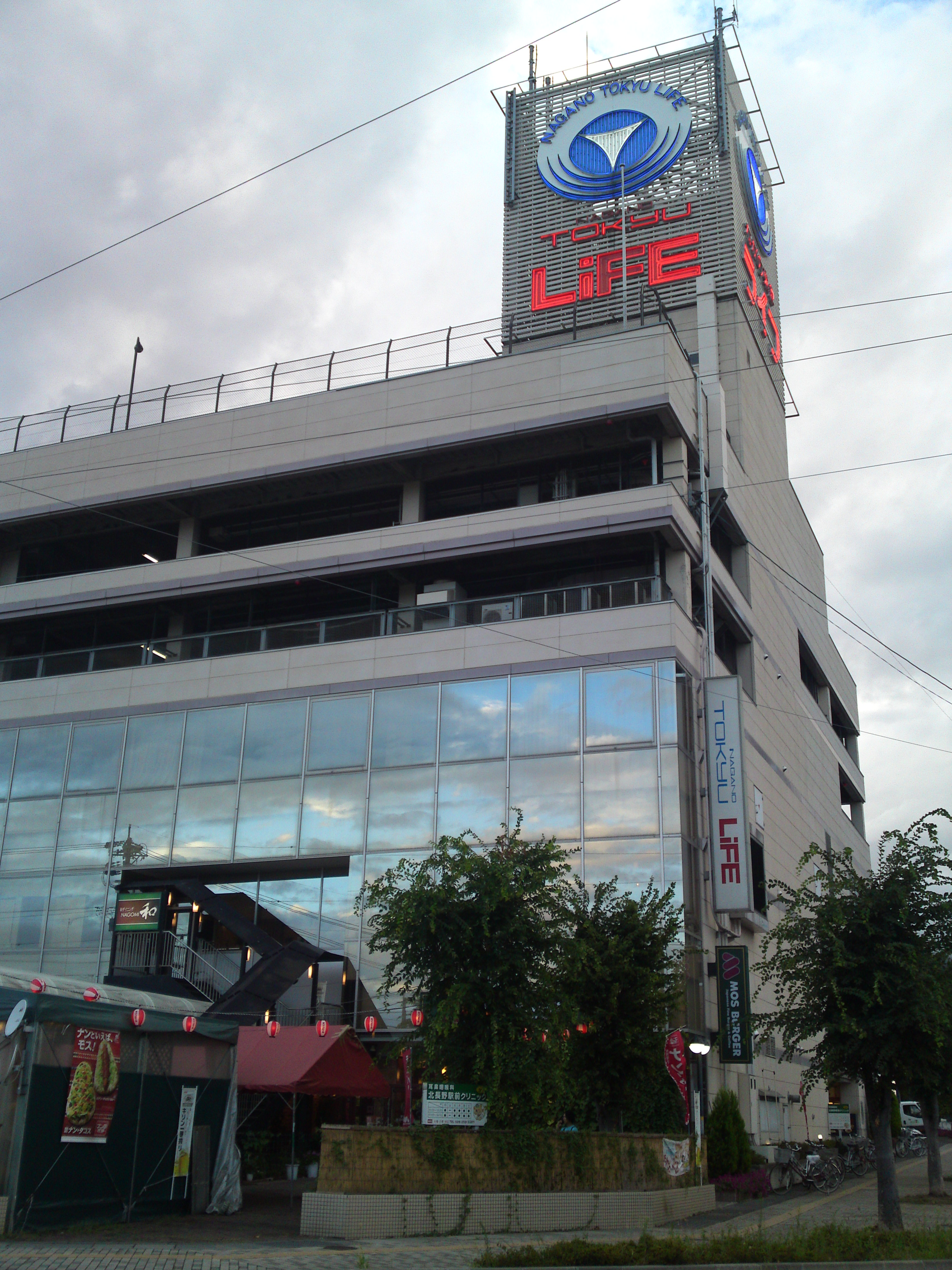
在りし日のながの東急ライフ（2010年8月）